# SSE4
SSE4 es un conjunto de instrucciones implementadas en el microprocesador K10 de AMD (K8L) de manera parcial (solo dispone de SSE4a) y en la familia Intel Core2 de 45 nm y posteriores. Se anunció el 27 de septiembre de 2006 en el Foro de desarrolladores de Intel, mostrando solo vagos detalles de lo que finalmente sería el nuevo conjunto de instrucciones. Durante la siguiente edición del foro de desarrolladores del 2007, se especificó que finalmente serían 47 instrucciones las que conformarían el set SSE4.

## Subconjuntos de instrucciones de SSE4
Intel dispone de 54 instrucciones SSE4. Un subconjunto que se compone de 47 instrucciones SSE4, a los que se hace referencia como.1 en la documentación de Intel, está disponible en Penryn. Además, SSE4.2, un segundo subconjunto que se compone de los 7 restantes instrucciones, es el primer basados en Nehalem disponible en el Procesador Intel® Core™ i7. Comentarios de los desarrolladores como Intel créditos desempeña un papel importante en el desarrollo del conjunto de instrucciones.

## Nuevas instrucciones

### SSE4.1
Estas instrucciones fueron incluidas con el núcleo Penryn de la rama de procesadores Intel Core 2, consiste en 47 instrucciones orientadas a mejorar el rendimiento en la manipulación de datos multimedia, juegos, criptografía y otras aplicaciones.

### SSE4.2
Fueron implementadas en la microarquitectura Intel Nehalem, consisten en 7 instrucciones adicionales orientadas a mejorar el rendimiento al trabajar con procesadores de texto y acelerar algunas operaciones en aplicaciones específicas como las científicas, con estas son completadas las 54 instrucciones SSE4.

### SSE4a
Una implementación parcial de las SSE4.1 usada solo por AMD en las que están implementadas un total de 4 instrucciones. 
Nótese además que SSE4a no es compatible con los juegos de instrucciones SSE4.1 y SSE4.2 al ser una implementación distinta, además solo los procesadores de AMD de la serie FX implementan SSE4.1 y SSE4.2. y más adelante también lo implementa Intel I3 ,I5, I7.